# Paranormal Activity 2: Tokyo Night
Paranormal Activity 2: Tokyo Night (Japans: パラノーマル・アクティビティ 第２章／TOKYO NIGHT | Romaji: Paranômaru Akutibiti Dai-2-Shou: Tokyo Night) is een in 2010 uitgebrachte psychologische horrorfilm die geregisseerd en geschreven is door Toshikazu Nagae. Het is een van de onofficiële vervolgen op Paranormal Activity uit 2009 en wordt met toestemming van de Amerikaanse studio's gemaakt.
Dit Japanse vervolg van de film uit 2009 is niet hetzelfde als het Amerikaanse vervolg dat een maand eerder is uitgebracht. De film heeft een eigen verhaal dat los staat van dat uit de eerste film. Wel is er een connectie met Amerika, de film gaat over een Japanse studente die na een reis naar San Diego een geest mee naar huis neemt.
De film volgt een broer (Aoi Nakamura) en een zus (Noriko Aoyama). Hierdoor is een van de grote verschillen met de Amerikaanse voorganger dat de nachtscènes in gescheiden bedden in gescheiden kamers plaatsvinden. De makers hebben gekozen om tijdens deze scènes een split screen te gebruiken.

## Verhaal
Een 27-jarige Japanse uitwisselingsstudente Haruka Yamano neemt na een bezoek aan San Diego het kwaad dat Katie Featherston (uit de eerste Paranormal Activity film) achtervolgde, met zich mee terug naar Japan. In Amerika heeft ze een auto-ongeluk gehad en zit nu in een rolstoel. Haar vader is op zakenreis en dus is ze alleen thuis met haar 19-jarige broer Koichi, die voor haar moet zorgen totdat ze weer kan lopen.
Niet lang nadat ze terug is uit Amerika, gebeuren er rare dingen in het huis van de familie.
Haruka's rolstoel wordt in een andere kamer gevonden dan waar hij was achtergelaten. Langzamerhand begin Koichi zich ongemakkelijk te voelen door de gebeurtenissen die in hun huis plaatsvinden. Hij installeert een camera in de kamer van zijn zus, zodat hij haar kan volgen op een scherm en, als het nodig is, naar haar kamer kan rennen. Wat Koichi ontdekt zijn onder andere geluiden die midden in de nacht te horen zijn en een kopje op een tafel dat uit het niets breekt. Maar de gebeurtenissen blijven niet onschuldig en worden zelfs erger wanneer Haruka en Koichi zelf worden bedreigd.

## Première en dvd
In Japan beleefde de film zijn première op 20 november 2010. Drie maanden later, op 23 februari 2011, was de première in Kazachstan en de dag daarop in Rusland. De dvd verscheen in het Verenigd Koninkrijk op 21 maart 2011. In Nederland is de film nog niet in première gegaan, maar Dutch FilmWorks heeft de film al wel voor Nederland aangekocht. De film zal onder de titel Paranormal Tokyo in Nederland worden uitgegeven, maar de datum is nog niet vastgesteld.
Paranormal Activity: Tokyo Night kwam in Japan uit op huur-dvd en blu-ray op 4 maart 2011. Icon verzorgde de Engelse ondertiteling van de film en distribueerde de film in het Verenigd Koninkrijk onder de titel Paranormal Activity: Tokyo Night.